# Heinrich Franke (Politiker)
Heinrich Franke (* 26. Januar 1928 in Osnabrück; † 26. Juni  2004 in Nürnberg) war ein deutscher Politiker (CDU). Von 1984 bis 1993 leitete er die Bundesanstalt für Arbeit.

## Ausbildung und Beruf
Franke besuchte die Volksschule und machte 1942 seinen Abschluss an einer Hauptschule  in Österreich. Er begann eine Lehre zum Flugmotorenschlosser, verunglückte jedoch 1943 schwer. Danach besuchte er die Ingenieurschule, musste sein Studium jedoch wegen seiner Einberufung zum Kriegsdienst im Februar 1945 aufgeben. Er geriet in sowjetische und später tschechoslowakische Kriegsgefangenschaft und machte nach seiner Rückkehr aus der Kriegsgefangenschaft eine Ausbildung zum Techniker für Schwachstromtechnik. Im Jahr 1950 trat er bei Siemens ein und wurde 1962 sogenannter Siemensingenieur. Er arbeitete bei Siemens in Osnabrück als Vertriebsmann und war Mitglied der Kolpingfamilie.

## Abgeordneter
Vom 6. Mai 1955 bis 13. Oktober 1965 gehörte er in der 3. bis 5. Wahlperiode dem Niedersächsischen Landtag an. Er war vom 9. Mai 1955 bis 5. Mai 1959 Mitglied der DP/CDU-Fraktion. Nach erfolgreicher Kandidatur bei der Bundestagswahl 1965 legte Franke sein Landtagsmandat nieder; für ihn rückte Carl Möller in den Landtag nach.
Von 1965 bis zu seiner Mandatsniederlegung am 9. April 1984 war Franke Mitglied des Deutschen Bundestages und von 1976 bis 1980 Vorsitzender des Arbeitskreises Sozial- und Gesellschaftspolitik, anschließend bis 1982 Vorsitzender der Arbeitsgruppe Arbeit und Soziales der CDU/CSU-Bundestagsfraktion.
Heinrich Franke ist stets über die Landesliste Niedersachsen in den Bundestag eingezogen.

## Öffentliche Ämter
Am 4. Oktober 1982 wurde Franke als Parlamentarischer Staatssekretär beim Bundesminister für Arbeit und Sozialordnung in die von Bundeskanzler Helmut Kohl geführte Bundesregierung berufen. Am 30. März 1984 schied er aus dem Amt und wurde Präsident der Bundesanstalt für Arbeit. Dieses Amt behielt er bis 1993.

## Ehrungen
- 1993: Großes Verdienstkreuz (1979) mit Stern (1987) und Schulterband der Bundesrepublik Deutschland

## Privates
Heinrich Franke war der Vater des Musikers Michael Franke (1955–2001).